# DeKalb
DeKalb je město ve Spojených státech amerických. Nachází se v okrese DeKalb County ve státě Illinois asi 105 kilometrů od centra Chicaga. Ve městě žije přibližně 40 tisíc obyvatel a jeho rozloha činí 38,4 km². Město bylo založeno roku 1837. Své sídlo zde má Northern Illinois University, která je zároveň největším zaměstnavatelem ve městě. Svůj název město nese po generálovi Johannu de Kalbovi, který zemřel během Americké války za nezávislost. Historicky bylo město známé pro svou produkci ostnatých drátů. Panuje zde vlhké kontinentální podnebí a teče tudy řeka Kishwaukee.

## Rodáci
- Cindy Crawford (* 1966) – americká herečka a supermodelka
- Barbara Hale (1922–2017) – americká herečka
- Richard Jenkins (* 1947) – americký herec